# Zygosporium deightonii
Zygosporium deightonii är en svampart som beskrevs av M.B. Ellis 1976. Zygosporium deightonii ingår i släktet Zygosporium, divisionen sporsäcksvampar och riket svampar.   Inga underarter finns listade i Catalogue of Life.